# Arnulf I. Flanderský
Arnulf I. Veliký (nizozemsky Arnulf de Grote, francouzsky Arnoul le Grand, latinsky Magnus Arnulfus; 885/890 – 27. března 964) byl hrabě flanderský.

## Život
Byl nejstarším synem hraběte Balduina II. a jeho manželky Ælfthryth († 929). Hrabství značně rozšířil směrem na jih, přičemž využil tehdejší vnitřní sváry ve západofranské říši. Postupem na jih se dostal do konfliktu s Normany, jejichž severní hranici ohrozil. Tento střet vyvrcholil vraždou normanského vévody Viléma I. Normandského rukama Arnulfových lidí. V posledním období vlády se Arnulf soustředil na správu své země a její reformy.